# Унтерэгери
Унтерэгери (нем. Unterägeri) — коммуна в Швейцарии, в кантоне Цуг.
Население составляет 7675 человек (на 31 декабря 2006 года). Официальный код — 1709.